# Гонсалвес де Оливейра, Эдуардо
Эдуа́рдо Гонса́лвес де Оливе́йра (порт.-браз. Eduardo Gonçalves de Oliveira; 30 ноября 1981, Сан-Паулу, Бразилия), более известный как Эду (порт.-браз. Edu) — бразильский футболист, нападающий.

## Карьера
В 2008 году вошёл в 11 лучших футболистов К-Лиги.
С 2010 года выступает за «Шальке 04».
31 августа 2011 года турецкий «Бешикташ» взял в аренду Эду на 1 год. Стамбульский клуб заплатит «Шальке 04» 500 000 евро сразу и сможет выкупить бразильца по окончании аренды за 2 млн евро.
В августе 2012 года Эду был отдан в аренду «Гройтеру» до 31 декабря 2012 года.
28 февраля 2013 года Эду разорвал контракт с «Шальке» по обоюдному согласию и стал игроком китайского клуба «Ляонин Хувин».

## Достижения
- Обладатель Кубка Германии: 2011
- Обладатель Суперкубка Германии: 2011